# Île Sacalin
Lîle Sacalin est une île récemment formée dans la mer Noire, juste au large de la côte du delta du Danube roumain, au large du bras de Saint Georges.
Au départ, Sacalin était composée de deux îles plus petites, Sacalinu Mare (Grande Sacalin) et Sacalinu Mic (Petite Sacalin). Avec le temps, cependant, les deux ont été unies par le sable en une seule masse continentale continue.

## Géographie
La première mention de l'île Sacalin, avec un noyau unique, se trouve sur une carte russe dressée en 1771 lors des affrontements avec l'Empire ottoman pour l'imposition de la suprématie aux embouchures du Danube en mer Noire. Sous les auspices de la Commission européenne du Danube, en 1856, le capitaine Thomas Spratt a produit une nouvelle carte, dans laquelle l'île Sacalin figurait avec deux noyaux émergé. En 1924, des chercheurs roumains ont fait de nouvelles mesures et ont découvert que la longueur de l'île atteignait 10 kilomètres. En 2015, la longueur serait de 19 kilomètres.

## Faune et flore
Une grande variété d'oiseaux, de mammifères et de reptiles vivent sur l'île. Les plus grandes colonies de sternes marines et de pélicans frisés se trouvent ici, l'île étant la principale zone de nidification, d'alimentation et d'hivernage de ces espèces. 229 espèces d'oiseaux ont été recensées sur l'île. Les eaux de l'île abritent des poissons rares, des esturgeons, mais aussi des plantes rares comme le chou marin et le canari des marais.
Il y a deux zones où se produit l'avancée du delta du Danube dans la mer. L'un part de Sfântu Gheorghe vers l'île de Sacalin et se fermera probablement dans dix ans, formant un nouveau lac, et un autre au nord de Sulina.

## Réserve de biosphère
Le complexe Scalin-Zătoane (ro) (21 410 ha) est une zone de protection spéciale au sein de la réserve de biosphère du delta du Danube et est important en tant que lieu de nidification pour 14 espèces d'oiseaux comme les cygnes et échassiers (il abrite la plus grande colonie de sternes marines de la réserve). C'est un lieu de prémigration et de migration pour environ 100 espèces.
Le gouvernement roumain a déclaré la zone réserve écologique et aucune implantation n'est autorisée sur l'île depuis 1938.
Actuellement, l'accès aux touristes est également interdit.